# Convento de São Francisco de Ourense

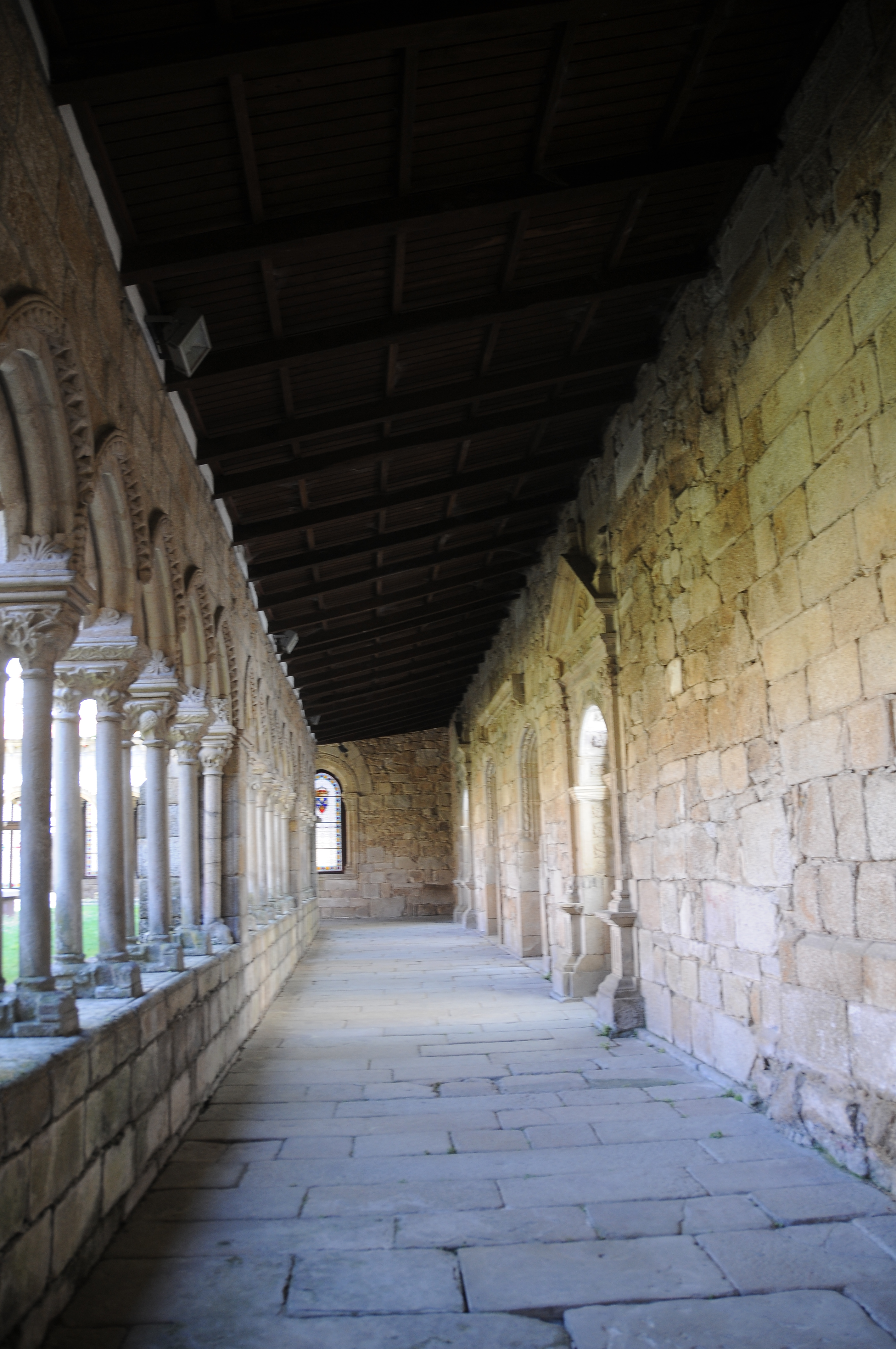
O claustro

O Convento de São Francisco de Ourense é um edifício na cidade de Ourense, Galiza, Espanha, que foi construído com o propósito de ser um convento. Hoje é um edifício cultural, aberto a visitas, albergando uma parte do Museo Arqueolóxico Provincial de Ourense.

## História
A igreja ficou completa em 1348 e o claustro foi construído entre 1325 e 1350, ambos em estilo gótico. No século XV está em pleno esplendor.
Ao longo dos séculos várias obras foram sendo feitas e conjunto conventual foi-se ampliando e modificando com tempo.
A capela da Venerável Ordem Terceira franciscana, do século XVIII é utilizada atualmente como Albergue de Peregrinos e sala de exposição escultórica permanente do Museo Arqueolóxico Provincial.
Depois do fim do convento com a Desamortização, em 1835 passou a quartel militar. Foi abandonado pelos militares em 1987. 
A última grande modificação estrutural foi o transladação da igreja do convento para o parque de San Lázaro em Ourense, onde abriria ao público em 1929, ficando a cerca de 600 metros em linha reta da localização inicial.
Em 1951 foi declarada Monumento Histórico-Artístico.

## Claustro
O claustro de transição do estilo Românico e Gótico pertence ao período 1325 e 1350.
A planta retangular do claustro está definida por colunas pareadas que suportam 63 arcos. O claustro apresenta capitéis e cachorros decorados com elementos vegetais, zoomórficos de animais fantásticos e reais, como cães, leões, elefantes e antropomorfos. 